# Atemptat de Belfast del 10 de març de 1971
A l'atemptat de Belfast del 10 març de 1971 tres soldats escocesos varen ser assassinats per part de l'IRA Provisional. Els fets varen succeir a Squire's Hill, al nord de Belfast, després que els tres membres del primer batalló dels Royal Highland Fusiliers John McCaig, Dougald McCaughey i Joseph McCaig fossin segrestats en un bar de la capital nord-irlandesa i conduits a un lloc remot. Dos dels tres soldats eren germans adolescents; i els tres provenien d'Escòcia. Van ser assassinats estant fora de servei i vestits de civil.

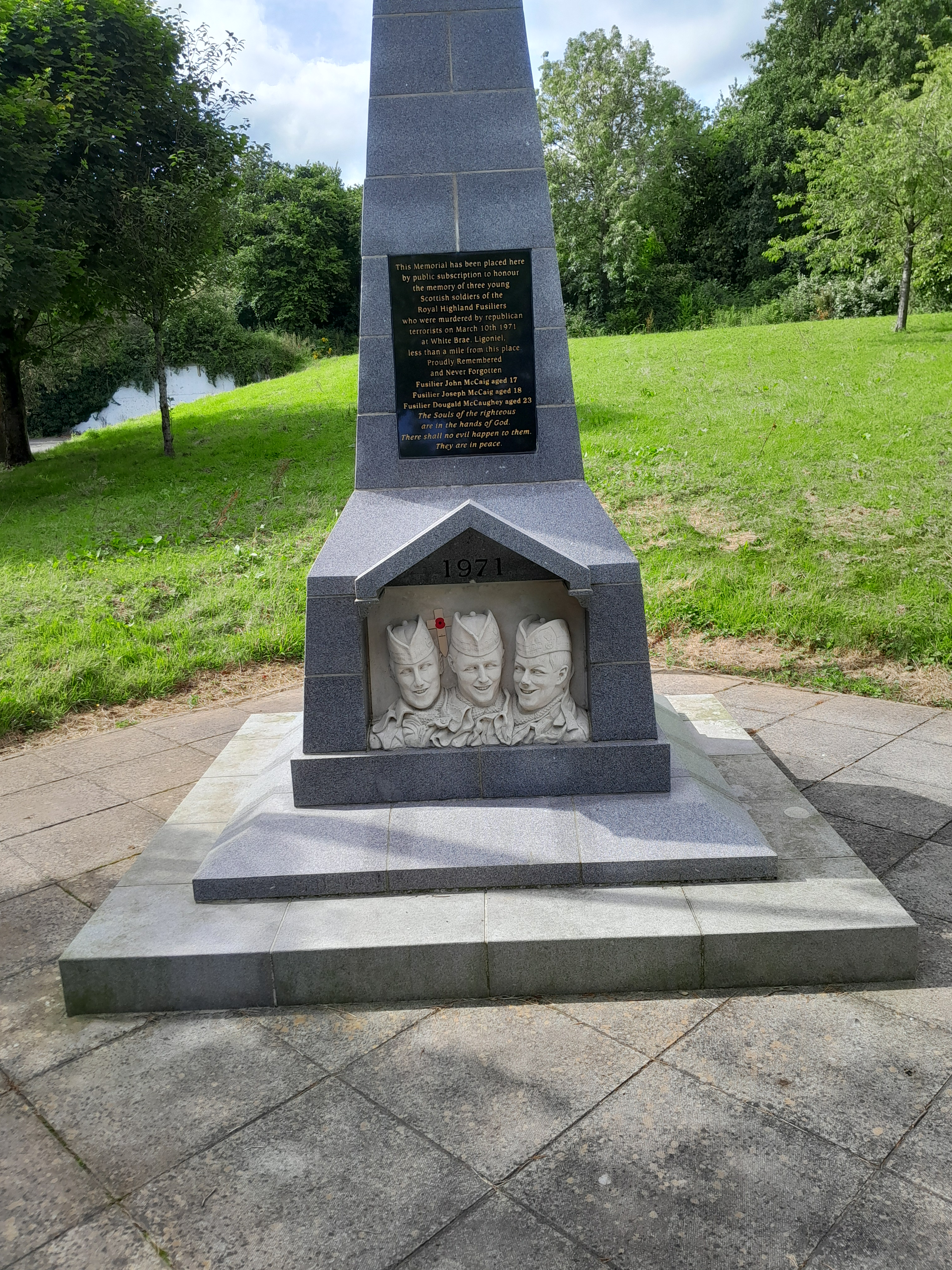

Les morts van provocar dol públic i protestes contra l'IRA, i la pressió per actuar va precipitar una crisi política al govern d'Irlanda del Nord, incloent la dimissió de James Chichester-Clark com a primer ministre d'Irlanda del Nord. L'Exèrcit britànic va elevar l'edat mínima necessària per servir a Irlanda del Nord a 18 anys en resposta a aquest incident. El 2010, es va dedicar un monument commemoratiu als tres soldats prop d’on van ser assassinats al nord de Belfast.